# André Arthur

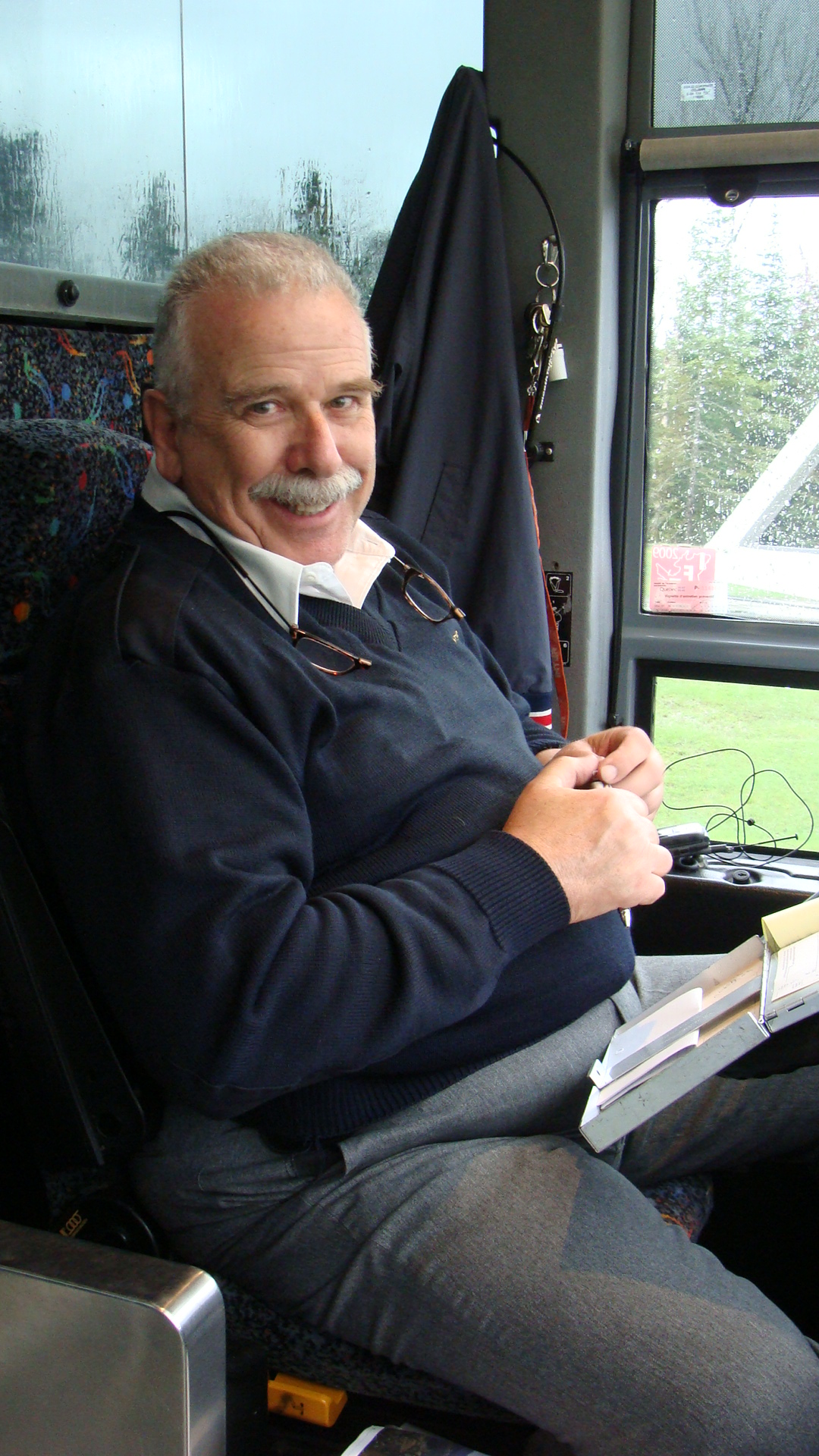
André Arthur

André Arthur (Quebec, 21 december 1943 – aldaar, 8 mei 2022) was een Canadees politicus, radiopresentator en buschauffeur. Bij de federale verkiezingen in januari 2006 werd hij verkozen als onafhankelijk lid van het Canadese House of Commons voor het district Portneuf—Jacques-Cartier in Quebec.
Hij was voorstander van een federaal Canada, omdat hij bang is dat de onafhankelijkheid van Quebec het socialisme aldaar zou bevorderen.
In 2011 werd hij niet herkozen en keerde terug op de radio. Daar werd hij in enkele jaren tijd door twee verschillende radiostations ontslagen vanwege homofobe uitspraken.
Begin mei 2022 maakte Arthur bekend dat hij aan een chronische obstructieve longziekte leed die niet tijdig was gediagnosticeerd. Op 8 mei 2022 overleed hij op 78-jarige leeftijd.
- International Standard Name Identifier: 0000 0004 5282 6314
- Virtual International Authority File: 317274435
- WorldCat: E39PBJmHJ68M3pdy6FQTgY6kDq